# Jankovská Lhota
Jankovská Lhota je vesnice v okrese Benešov, je součástí obce Jankov. Nachází se cca 1 km na sever od Jankova. Je zde evidováno 38 adres.

## Historie
První písemná zmínka o vesnici pochází z roku 1408.